# 阿里-埃尔-纳伊米
阿里-埃尔-纳伊米（阿拉伯语：‎Ali bin Ibrahim Al-Naimi，1935年8月2日—）是沙特阿拉伯前石油与矿业部长，1995年-2016年在任。此外，纳伊米亦是阿卜杜拉国王科技大学（KAUST）校董事长，以及皇家法庭的法律顾问:290。